# (511) Davida
(511) Davida es un asteroide perteneciente al cinturón de asteroides descubierto el 30 de mayo de 1903 por Raymond Smith Dugan desde el observatorio de Heidelberg-Königstuhl, Alemania.
Está nombrado en honor de David Peck Todd, un profesor de astronomía en el Amherst College.

## Características físicas
Davida es, con sus 326 km de diámetro, el sexto asteroide más grande y contiene alrededor del 1 % de la masa total del cinturón de asteroides. Es un asteroide de tipo C, lo que significa que es de color oscuro y compuesto de carbono. Es además uno de los pocos asteroides del cinturón cuya forma ha sido determinada desde tierra basándose en la observación visual.